# ذرة ليزرية

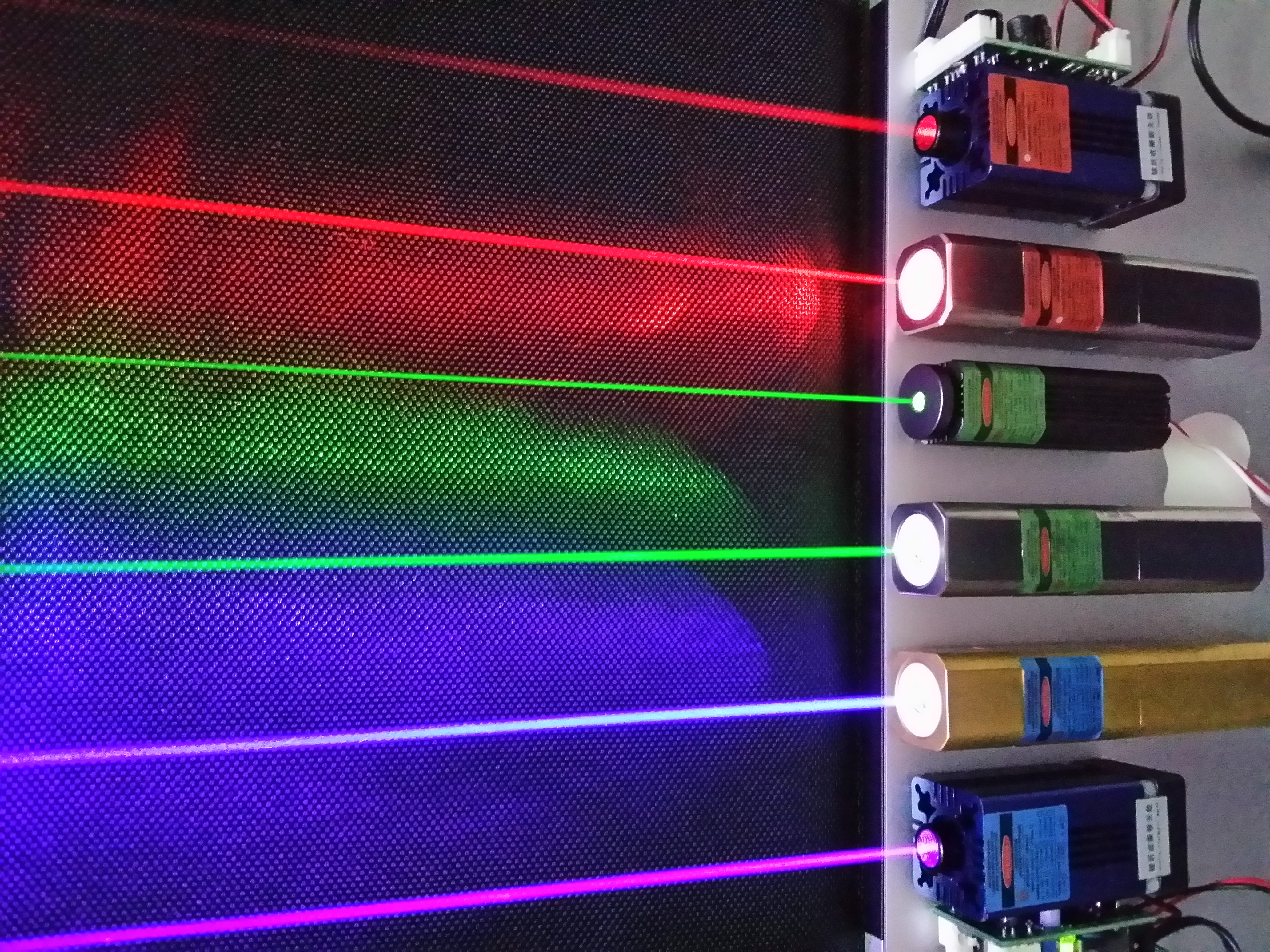
ليزر اشباه الموصلات هو أحد المصادر الشائعة للّيزر الضوئي ذو القدرات المتوسطة ويستخدم في مجالات متعددة ويتواجد بأطياف مختلفة

يعود الفضل في العديد من التقنيات النافعة إلى اللّيزر، والذي ينتج عن الانبعاث المستحث المُتحَكم به في حالة الفوتونات.
يكون اللّيزر عادةً من الفوتونات المترابطة زمكانيا، لكن في نوفمبر 1996 تمكّن العالم الألمانيّ فولفجانج كيترلي -في معهد ماساتشوستس للتكنولوجيا- وآخرون من ضخّ أول ليزر ذرّي، مما يتيح بالمستقبل الاستفادة من ليزر الذرّات في مجال التكنولوجيا الدقيقة وتقانة النانو.
يواجه الاستفادة من ليزر الذرّات حاليا كونه متقطع إلى حد كبير فيصعب الحفاظ على استمراريته،
إن معظم أجهزة ضخ الليزر الضوئي يسهُل الحفاظ على استمراريتها لوقتٍ طويلٍ جدًا بمدها بالطاقة، لكن الأمر مختلف مع ليزر الذرّات، كونه أساسًا قائم على تكاثف بوز-أينشتاين فنحتاج إلى مده بإستمرار بالمادة المُكثّفَة، وهو ماتم وضع مخططات عديدة له في المُختبرات ولكن لم يتم تجربته عمليًا من قبل، ويمثل هذا التحدي الأكبر والعائق في الاستفادة من خصائص اللّيزر الذرّي، لكن بفضل التطور السريع في مجال تبريد الذرّات بالليزر أصبحت المسألة مسألة وقت وستتحقق قريبًا.

## آلية الضخ
يعتمد اللّيزر الذرّي أساسًا على تكاثف بوز-أينشتاين، لذلك يتطلب إنتاجه في بداية الأمر الوصول بذرّات المادة المضيفة إلى درجات حرارة منخفضة للغاية.
تحتل الذرّات في حالة تكاثف بوز-أينشتاين نفس الحالة الكميّة ولها نفس التابع الموجي، وكما نحتاج أن تكون الفوتونات في مصادر الليزر الضوئي موحدة الطور، فالأمر نفسه في ليزر الذرّات، لهذا المبدأ الأساسي لعمل الليزر الذري هو تكاثف بوز-أينشتاين.
تم إجراء المحاولة الأولى في مطلع 1997 بواسطة فولفجانج كيترلي وكريس تاونسند وزملائهم، في معهد ماساتشوستس للتكنولوجيا، كانت التجربة الأولى بواسطة متكاثف بوز-أينشتاين لذرات الصوديوم في فخ مغناطيسي، الذرّات التي لها إتجاه حركة مغناطيسية مُعاكِس للمجالات مغناطيسية المُحَاصِرَة على ذرات الصوديوم،
تم ربطها بنبضات راديو قصيرة الطول الموجي لتوحيد اللّف الذاتي لف مغزلي لبعض الذرات ومن ثم إطلاقها، نتيجة للجاذبية الأرضية اكتسبت الذرات عجلة موجبة، وكانت المشكلة أن النبضات كانت متفرقة ومتقطعة للغاية، بفعل التفاعلات الطاردة بين الذرات التي تم إطلاقها والموجودة بداخل المصيدة، توزّعت حزمة الليزر الذرّي كثيرًا.
نظرًا لوجود تقلّبات في المجالات المغناطيسية المحاصرة، إختلف التردد اللازم لتوحيد اللّف الذاتي للذرّات، ولحلّ تلك المُشكلة تم إطلاق النبضات الراديوية في وقتٍ قصيرٍ للغاية بالنسبة للمدة الزمنية التي يحدث فيها تَقَلُّب المجالات المغناطيسية الحاصرة، ومع كل تلك الجهود، أصبح طول شعاع ليزر الذرّات قصيرًا للغاية نظرًا لفترة توحيد اللّف الذاتي القصيرة وكمية مادة التكاثف، ويمكن التغلُب على ذلك عبر تقريب التكثيف من المصيدة عبر المكثفات المستخدمة، وذلك عبر استخدام معدل منخفض لكميّات الخرج.
وقد قام مؤخرًا ثيودر هانس وزملاؤه بإنجاز قياسي بالحفاظ على استمرارية شعاع اللّيزر الذرّي لمدة قاربت 0.1 ثانية.

## الخصائص
نظرًا لكون اللّيزر الذرّي يختلف تماما عن اللّيزر الضوئي في مكوناته، فاللّيزر الذرّي يتشكل من ذرات واللّيزر الضوئي من فوتونات،
فالخصائص تختلف بشكلٍ جوهري عن اللّيزر الضوئي، اللّيزر الذرّي يمتلك كتلة سكونيّة لا صفرية،
بالتالي لا يمكن أن تصل سرعته إلى سرعة الضوء بالفراغ 299,792,458 م/ث،
ولا يمكن أن ينتشر لمسافات طويلة للغاية، وذراته تتفاعل مع بعضها، في حين أن مصادر اللّيزر الضوئي
يمكن الحفاظ على إستمراريتها لفترة طويلة جدا بمدّها بالطاقة، فيصعب كثيرا الحفاظ على اللّيزر الذرّي،
كما أنه لا ينعكس على المرايا بسبب تفاعل الذرات مع بعضها ومع الذرات الأخرى بقوى ڤان دار ڤالس،
يمتلك ليزر الذرّات طولا موجيًا قصيرًا جدًا، فتبعًا لعلاقة دي براولي:
{\displaystyle \lambda ={\frac {h}{mv}}}
وبما أن الكتلة تكون كبيرة فيكون الطول الموجي لموجات شعاع اللّيزر الذرّي قصيرًا للغاية.

## تطبيقات
بعض تطبيقات اللّيزر الذرّي المُحتمَلَة:
نظرا لقصر الطول الموجي للّيزر الذرّي سيُستخدَم في التكنولوجيا الدقيقة وتكنولوجيا النانو، كذلك تصوير البنى الذرّية بدقة عبر التداخلات الموجية، قد يُستخدم في الذاكرة الهولوغرافيّة وإنشاء مجسمات ثلاثيّة الابعاد بهولوغرام ذرّي دقيقة للغاية.
ويمكن استخدام مقياسات تداخل ذرّية للاختبارات الكمية والكشف عن الموجات الثقالية وستكون دقيقة جدا نظرًا لصغر الطول الموجي وإمكانية استغلال البنية الذرّية، ويمكن استخدامها في قياس المسافات الطويلة بدقة غير مسبوقة مثل مقاييس التداخل ميكلسون.
وسيكون له تأثير بالغ الكبر في مجال البصريّات الذرّية والنقش الذرّي الدقيق، والساعات الذرّية، والمعايرات القياسيّة، وفي مجالات البصريات غير الخطيّة.